# چهره‌هایی در یک آینه
چهره‌هایی در یک آینه کتابی از اشرف پهلوی است که در می ۱۹۸۰در نیویورک به نام Faces in a mirror: memoirs from exile توسط انتشارات Prentice Hall در ۲۳۸ صفحه منتشر شد و در سال ۱۳۷۷ در ایران توسط هرمز عبداللهی ترجمه و توسط نشر فرزان روز در ۳۳۸ صفحه وارد بازار شد.